# Église de Kéraudy
L'église de Kéraudy est située à Ploumilliau en France.

## Localisation
L'église est située sur la commune de Ploumilliau, , dans le département des Côtes-d'Armor en région Bretagne.

## Description
Chapelle de secours desservant le village. C'est un édifice en granit du XVe et XVIe siècles, typique des petites églises bretonnes de la période, avec pignons, porche, escaliers et un transept se confondant avec le chevet plat. La porte située sous le porche conserve sa menuiserie ancienne. À l'intérieur, il existe une tribune en bois sculpté. Des fragments de vitraux anciens sont conservés dans la baie centrale du chevet et dans celle du transept sud. Le fragment principal de cette baie représente la Vierge et l'Enfant abrités sous un dais architectural, et remonte au XVe siècle.

## Historique
L'église est classée au titre des monuments historiques par arrêté du 16 janvier 1935.